# 邛竹杖
邛竹又名石竹、罗汉竹，原产于四川邛崃，此竹独特，非常稀有。
邛竹杖由邛竹加工而成。
《史记·大宛传》载，张骞出使西域，“在大夏时，见邛竹杖、蜀布”。